# Germán Gutiérrez
Germán Gutiérrez (Ciudad de México, 10 de septiembre de 1968) es un actor mexicano.

## Biografía
Germán Gutiérrez comenzó a estudiar la carrera de Derecho en la universidad, sin embargo se le atravesó la oportunidad de realizar unas audiciones de actuación, con las cuales, se le otorgó una la oportunidad de capacitarse como actor Centro de Educación Artística de Televisa.
Gutiérrez comenzó su carrera en la pantalla chica con la telenovela De frente al sol producida por Carla Estrada en 1992. Allí interpretó a uno de los compañeros de escuela de las protagonistas jóvenes interpretadas por Arcelia Ramírez e Itatí Cantoral. Realizó un papel protagónico en la telenovela Imperio de cristal producida por el productor Carlos Sotomayor. Por su interpretación del personaje de Claudio Lombardo, un tímido joven autista, Gutiérrez recibió el premio al Mejor Actor Joven en los Premios TVyNovelas de México 1995. 
En las décadas posteriores participaría en más 30 telenovelas o series de televisión producidas por la cadena Televisa. Entre ellas, en el 2005 participó en la telenovela La madrastra de Salvador Mejía y en 2008 participó en la telenovela Juro que te amo, producida por Mapat L. de Zatarain. Allí interpretó al doctor Alejandro Rangel. Asimismo, ha sido parte del elenco en varias telenovelas de Rosy Ocampo, entre ellas, La fuerza del destino y Mentir para vivir.

### Vida personal
Germán Gutiérrez está casado desde hace 20 años y tiene dos hijos: Gema y Claudio.  Después de años una crisis familiar por su participación en el show Solo para mujeres y después de un periodo de adicción a las drogas, la pareja estuvo al borde del divorcio. Sin embargo, Germán Gutiérrez se convirtió al cristianismo y confesó haber cometido adulterio anteriormente. A causa de ello su esposa fue contagiada de VPH, sin embargo, a causa de la conversión religiosa de ambos, ella lo perdonó con base a su fe en Dios.

## Filmografía

### Telenovelas
- Por amar sin ley (2018) - Sr. Ramos
- Papá a toda madre (2017- 2018)
- El vuelo de la Victoria (2017) .... Armando
- Mujeres de negro (2016) .... Ferrer
- Pasión y poder (2016) .... Marcos
- A que no me dejas (2015) .... Arturo
- Muchacha italiana viene a casarse (2014)
- Qué pobres tan ricos (2013-2014) .... Doctor
- Mentir para vivir (2013) .... Ezequiel Santos
- Amores verdaderos (2012) .... Felipe Guzmán (joven)
- La que no podía amar (2011) .... Ulises Hernández
- La fuerza del destino (2011)
- Atrévete a soñar (2009) .... Entrenador
- Juro que te amo (2008-2009) .... Dr. Alejandro Rangel
- Tormenta en el paraíso (2008)
- La madrastra (2005) .... Dr. Huerta
- Misión S.O.S. (2004) .... Sacerdote
- Corazones al límite (2004) .... Zack Cisneros
- Amarte es mi pecado (2004) .... Osvaldo Quintero
- Así son ellas (2002) .... Patricio Bolestáin
- Siempre te amaré (2000) .... Fausto Berriozábal
- Cuento de Navidad (2000) .... Invitado en la fiesta de Jaime
- Sin ti (1997) .... César
- Pueblo chico, infierno grande (1997) .... Baldomero "Baldo" Irepán Ruán †
- La culpa (1996) .... Víctor
- Acapulco, cuerpo y alma (1995) .... Pablo
- Imperio de cristal (1994-1995) .... Claudio Lombardo
- Más allá del puente (1994) .... Hugo
- Buscando el paraíso (1993)
- Entre la vida y la muerte (1993) .... Dante
- De frente al sol (1992) .... Hugo

### Series de TV
- Güereja de mi vida (2001).... Manolo (31 episodios)
- Hermanos y detectives (2009) .... Político (episodio "El caso Peralta")
- Vecinos (2007-2008) .... Ray (dos episodios)
- La rosa de Guadalupe
- Mujercitas - Porfilio
- Tiempo final (2009), 2a temporada.... Beto
- Sexo y otros secretos (2007) .... Nico (dos episodios)
- Mujer, casos de la vida real (1996-2006) (21 episodios)

### Cine
- Eternamente Mariano (2016) ... Doctor
- Niños asesinos (2018) .... Dario Acosta
- The Juniors y la fórmula imperial (2021) ... Pedro Retes

## Premios y nominaciones

### Premios TVyNovelas
| Año  | Categoría         | Telenovela         | Resultado |
| ---- | ----------------- | ------------------ | --------- |
| 1995 | Mejor actor joven | Imperio de cristal | Ganador   |